# Giardino della Foresta dei Leoni
Il Giardino della Foresta dei Leoni (cinese: 獅子林 園; pinyin: Shī Zǐ Lín Yuán) è un giardino cinese tradizionale di Suzhou, nella provincia dello Jiangsu, in Cina.
Il giardino, sito nel settore nord-est della città, è uno dei più famosi Giardini classici di Suzhou, noto per la labirintica Grotta dei Leoni, che gli dà il nome, una collina artificiale rivestita di rocce dalle sembianze leonine.
Iscritto nelle liste del patrimonio mondiale dell'umanità promosso dall'UNESCO dal 2000, il giardino dimostra le abilità dei progettisti cinesi di giardini nel sintetizzare arte, natura e architettura. Il giardino è particolarmente reputato per l'impiego delle tecniche di dimensione relativa, e del Paesaggio in prestito.

## Storia
Il giardino fu impiantato nel 1342, durante la dinastia Yuan, dal monaco chán Wen Tianru, in memoria del suo maestro, l'abate Zhongfeng Mingben che visse come eremita sulla cosiddetta Rupe dei Leoni, nei Monti Tianmu.
Si volle ricreare, attraverso una collina artificiale, la rupe dell'eremita. Le frastagliate rocce, molte delle quali presentano sembianze di leoni, vennero prelevate dal vicino lago Tai Hu e fanno riferimento sia alla rupe che al Sutra del Ruggito del Leone.
All'epoca il giardino misurava 6.670 m2 ed era ricoperto di rocce e bambù. Apparteneva al Tempio purista della Bodhi e subito dopo il suo completamento, un gran numero di artisti e studiosi di Suzhou iniziarono a decantare il luogo con poesie e dipinti. Tra quest'ultimi i più noti sono La Foresta dei Leoni di Zhu Derun, Panorama della Foresta dei Leoni, rotolo del 1373 di Ni Zan e I dodici punti panoramici della Foresta dei Leoni di Xu Ben. Queste opere resero ben presto assai famoso il sito; ma dopo la morte di Wen Tianru, il giardino cadde in rovina.
Nel 1589 un altro monaco buddista, Mingxing, ricostruì il giardino. In seguito il magistrato di Hengzhou acquistò il giardino e suo figlio Huang Xi lo restauro di nuovo nel 1771.
Il nome del giardino venne poi cambiato in Giardino dei Cinque Pini. A partire dal 1850, il giardino cadde nuovamente in rovina. Nel 1917, il commerciante di pigmenti di Shanghai, Bei Runsheng, nonno del celebre architetto Ieoh Ming Pei, lo acquistò e ne terminò il restauro nel 1926. Molti edifici e rocce vennero conservati dopo il restauro. Dopo la morte di Bei Runsheng nel 1945, il giardino fu gestito da suo nipote Bei Hwanzhang. Secondo i cartelli ufficiali affissi nel giardino, la famiglia Bei "donò" il giardino al governo cinese nel 1949, anche se tutta la proprietà privata fu nazionalizzata dal Partito Comunista nello stesso anno. 
Il giardino non fu aperto al pubblico fino al 1956.
Nel 1703 e nel 1765, il giardino fu visitato rispettivamente dall'imperatore Kangxi e dall'imperatore Qianlong. Quest'ultimo vi lasciò in dono una tavoletta da lui personalmente scritta. Inoltre fece anche realizzare una replica nel giardino del Palazzo d'Estate e alla Località montana di Chengde.

## Descrizione
il giardino misura 1,1 ettari ed è diviso in due parti principali: un complesso residenziale e un giardino roccioso attorno a uno stagno centrale. Oltre ai 22 edifici, il giardino ospita anche 25 tavolette, 71 stele, 5 paraventi in legno intagliato e 13 esemplari d'alberi antichi, alcuni risalenti alla dinastia Yuan. 
Il giardino è famoso soprattutto per la sua elaborata collina rocciosa. Questo complesso di 1154 m2 contiene un labirinto di 9 sentieri che si snodano attraverso 21 grotte su 3 livelli. Lo stagno divide la grotta nelle sezioni est e ovest. I picchi di pietra si trovano in cima a alla parte occidentale. L'attrazione più famosa è Pizzo del Leone, circondato da altre quattro pietre che insieme formano i famosi cinque picchi.

Giardino della Foresta dei Leoni
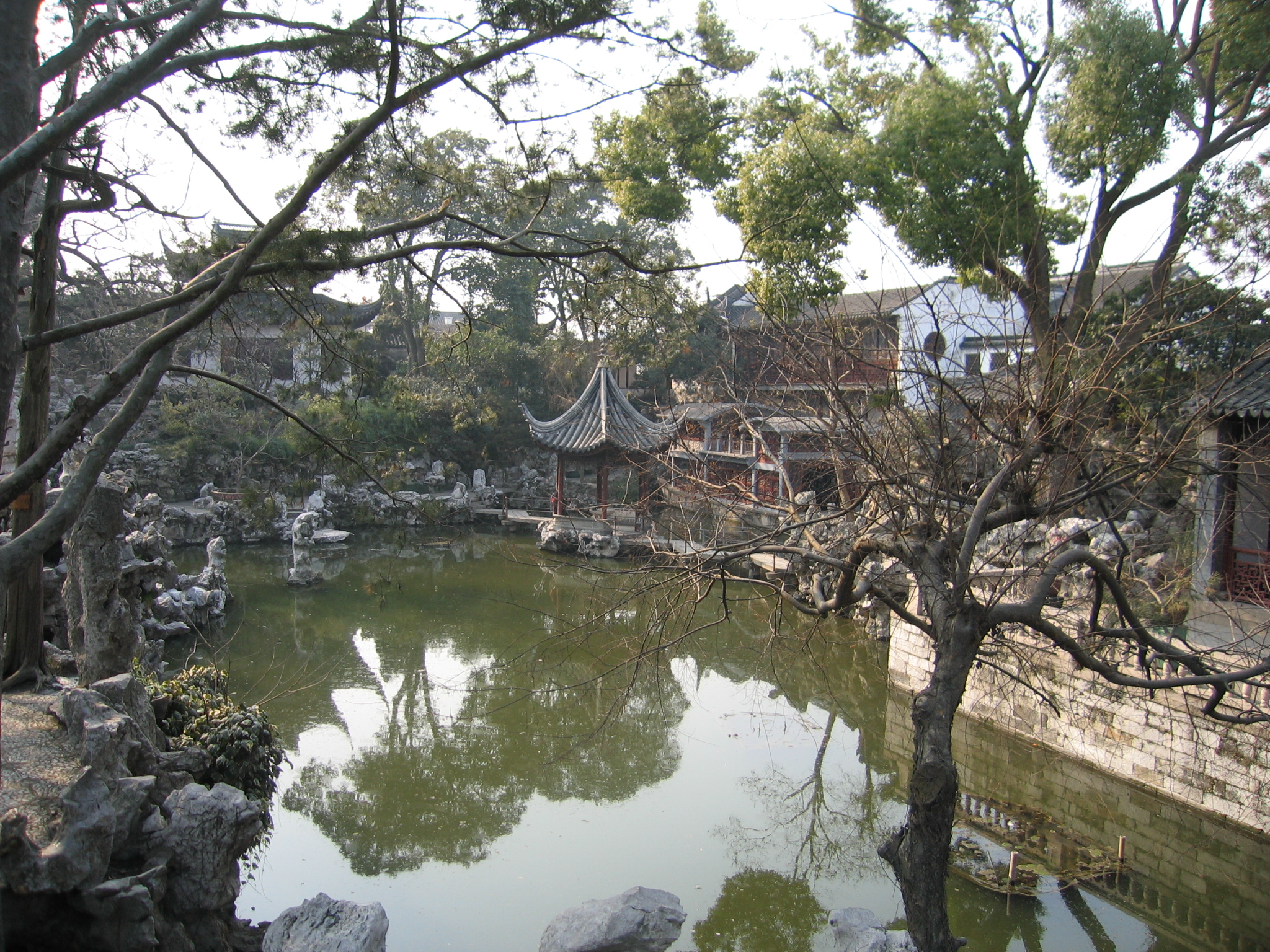
Lo stagno
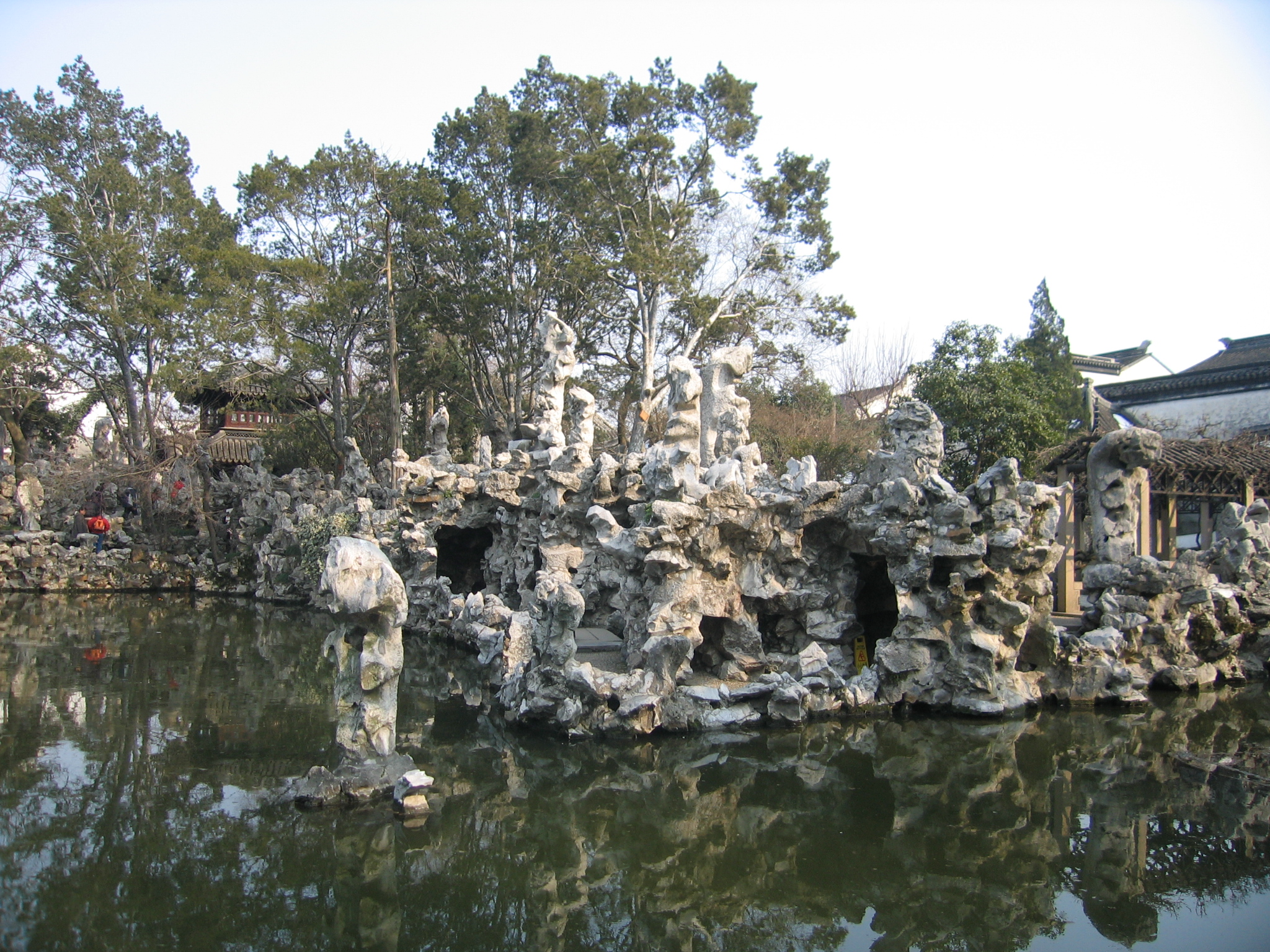
La Collina rocciosa
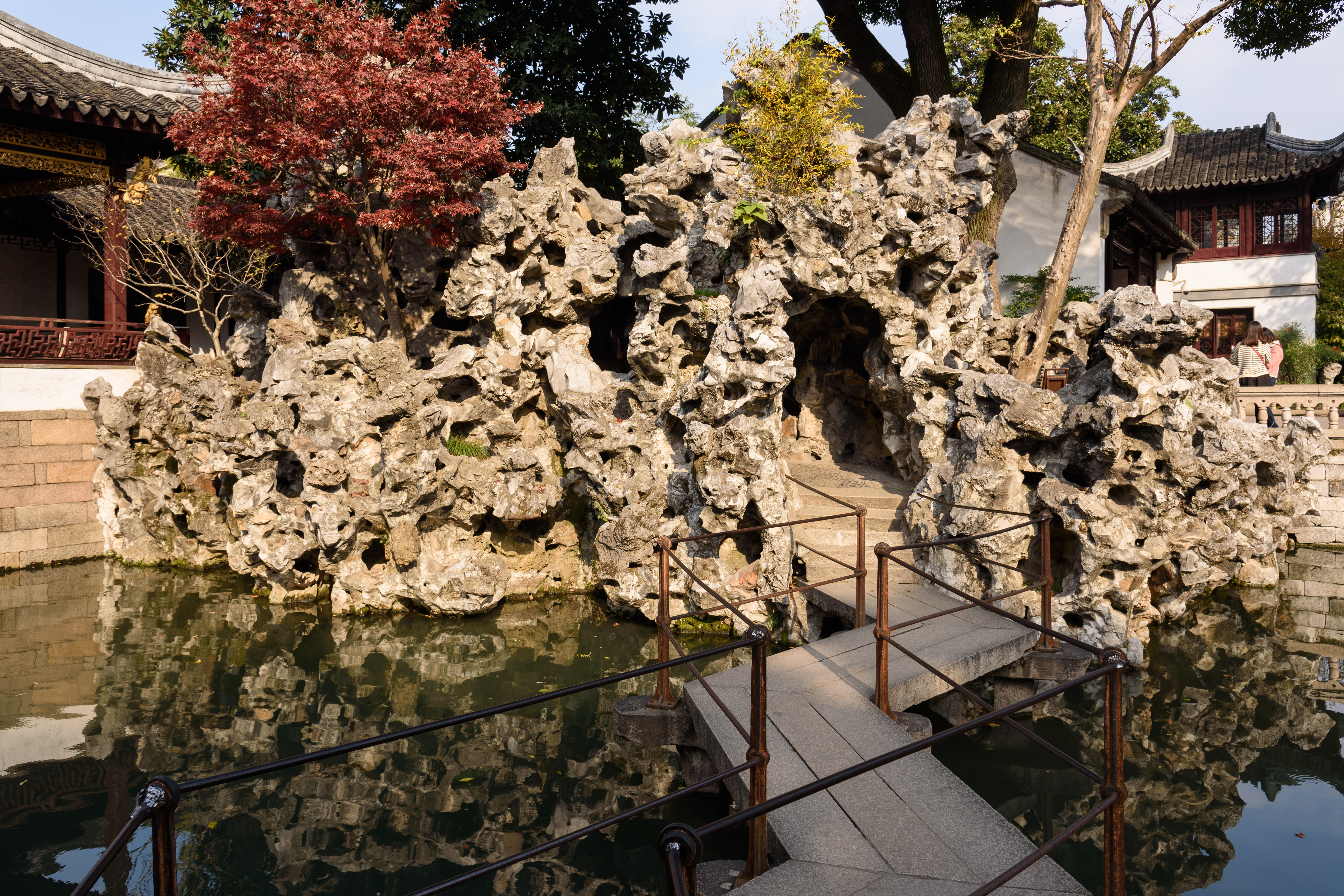
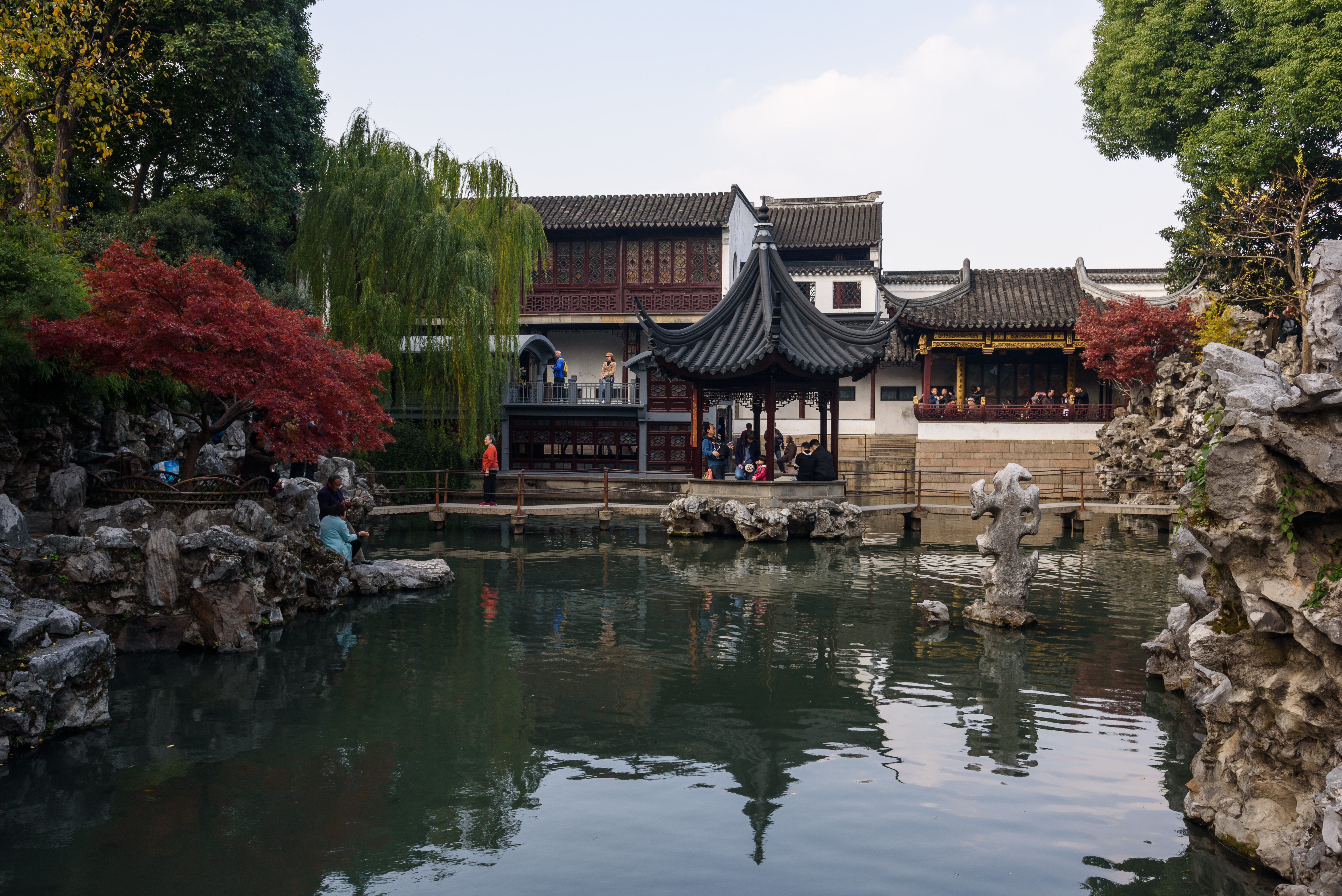
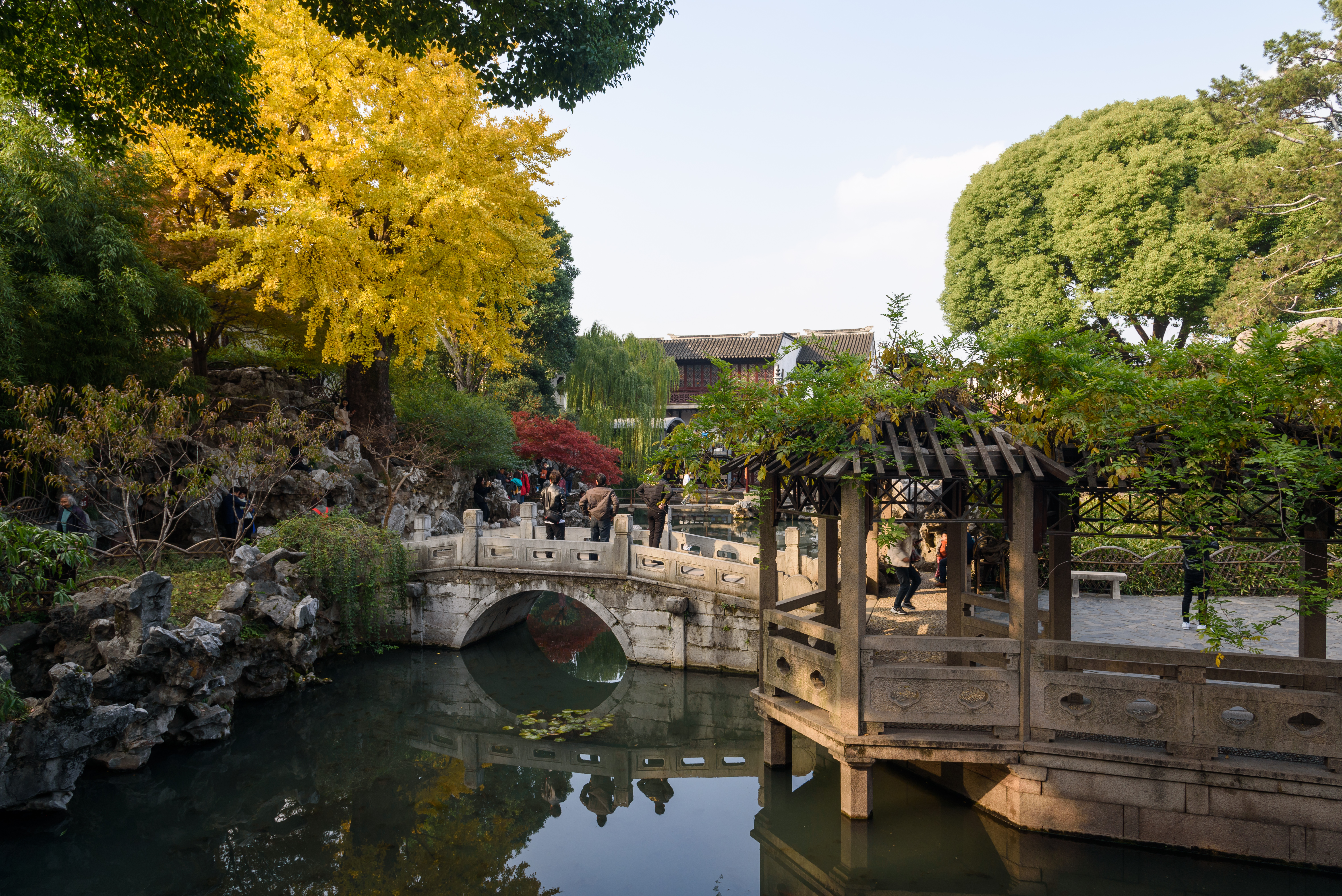
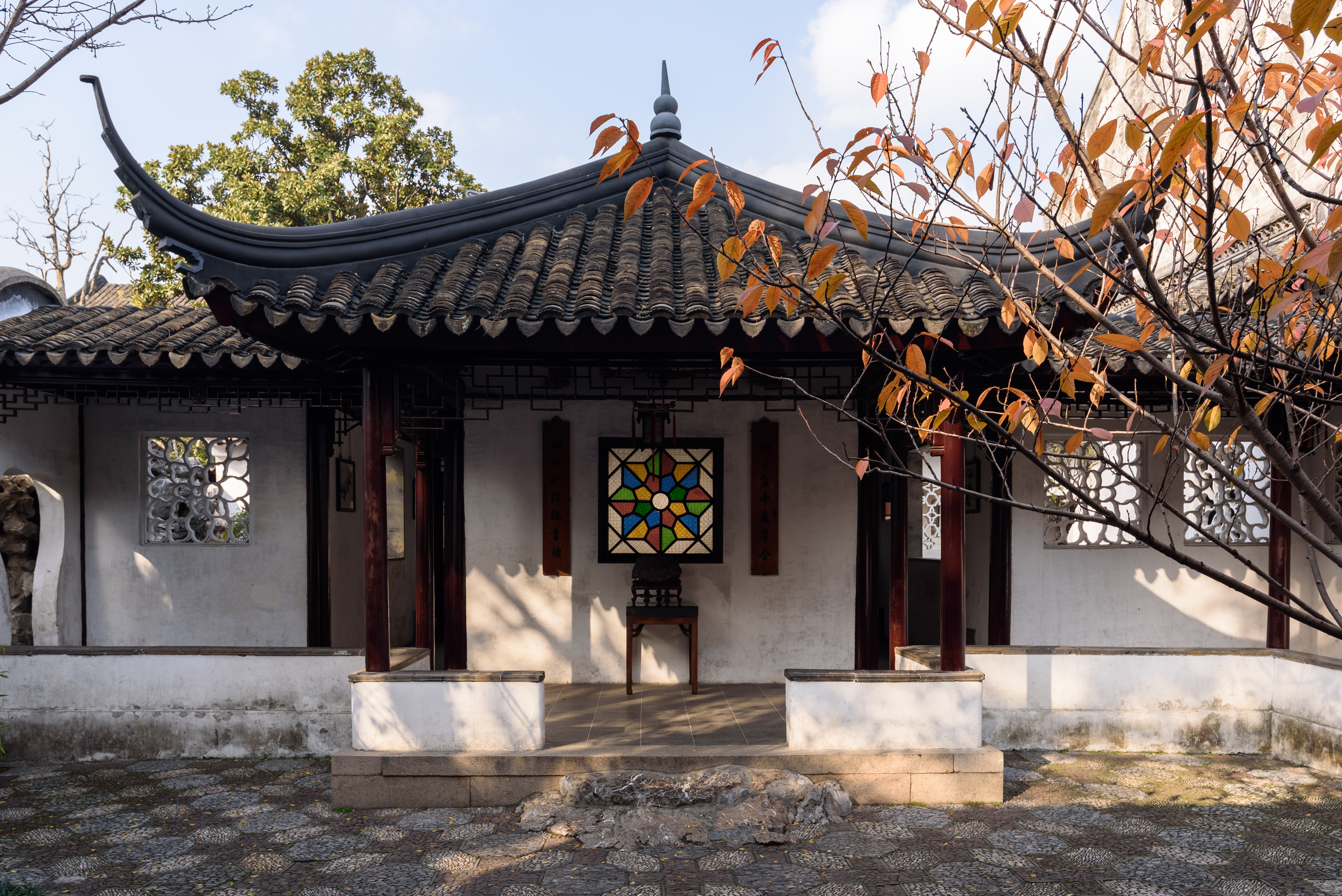